# Jörg Nimmergut
Jörg Nimmergut (* 27. August 1939 in Berlin; † 19. Mai 2024 in München) war ein deutscher Sachbuchautor, der vor allem durch seine Veröffentlichungen zum Thema Orden und Ehrenzeichen und Militaria bekannt wurde. Sein Hauptwerk ist die fünfbändige Ausgabe Deutsche Orden und Ehrenzeichen bis 1945.

## Leben und Wirken
Jörg Nimmergut studierte zunächst Pädagogik in Berlin sowie Romanistik und Germanistik in München. Später besuchte er die Bayerische Akademie für Werbung und Marketing. In München gründete er 1964 eine eigene Werbeagentur, die er bis 2006 leitete. Wegen seines ersten Buches Werben mit Sex (1966) wurde gegen ihn ein Ermittlungsverfahren wegen „Verbreitung unzüchtiger Schriften“ eingeleitet. Danach verfasste er die mehrfach aufgelegte Schule der erfolgreichen Bewerbung.
Ab Mitte der 1970er Jahre wandte er sich der Ordenskunde zu. 1982 eröffnete er ein Ordensmuseum in Neuffen und war 1987 bis 1992 Direktor und Konservator des Deutschen Ordensmuseums in Lüdenscheid. Jörg Nimmergut war 1993 bis 2007 öffentlich bestellter und vereidigter Sachverständiger für deutsche Orden und Ehrenzeichen und war Mitglied im wissenschaftlichen Beirat der Deutschen Gesellschaft für Ordenskunde.
Jörg Nimmergut lebte in München.

## Auszeichnungen
- 1964: IAA Youth Award der International Advertising Association auf dem Weltkongress der Werbung in New York (als erster Deutscher)
- 1988: Rubens-Medaille für Kunst und Kultur (Belgien)
- 1992: von Hessenthal-Preis für Phaleristik des Bundes Deutscher Ordenssammler
- 2001: Abzeichen für besondere Verdienste der Österreichischen Gesellschaft für Ordenskunde

## Schriften
- Werben mit Sex. Moderne Industrie, München 1966. Neuauflage: Heyne, München 1982, ISBN 3-453-53132-9.
- Im Bannkreis der Tabletten. Patienten, Ärzte, Industrien. List, München 1968, DNB 457706031.
- Die Schule der erfolgreichen Bewerbung. Heyne, München 1972. 10. Auflage: 1992, ISBN 3-453-05912-3.
- Deutschland in Zahlen. Heyne, München 1972. Neuauflage: 1973, ISBN 3-453-53025-X.
- Deutschland-Katalog Orden & Ehrenzeichen von 1800–1945. Nimmergut, München 1977.
  - 22. Auflage mit Anke Nimmergut unter dem Titel Deutsche Orden und Ehrenzeichen 1800–1945. Battenberg, Regenstauf 2019, ISBN 978-3-86646-177-2.
- Deutsche Orden. Heyne, München 1979, ISBN 3-453-41313-X. 2. Auflage 1982.
- Orden Europas. Battenberg, München 1981, ISBN 3-87045-184-X. 4. Auflage: Battenberg, Regenstauf 2007.
- Deutsche Militaria. Heyne, München 1982, ISBN 3-453-41461-6.
- Das eiserne Kreuz 1813–1939 (= Gegenwart und Geschichte des Auszeichnungswesens. Teil 3). Deutsches Ordensmuseum, Lüdenscheid 1990.
- Historische Wertpapiere. Battenberg, Augsburg 1991, ISBN 3-89441-042-6.
- Deutsche Orden und Ehrenzeichen bis 1945. Zentralstelle für Wissenschaftliche Ordenskunde, München, ISBN 3-00-001396-2.

Band 1: Anhalt – Hohenzollern. 1997.
Band 2: Limburg – Reuss. 1997.
Band 3: Sachsen – Württemberg (1). 1999.
Band 4: Württemberg (2) – Deutsches Reich. 2001 (Rezension [Memento vom 14. Juni 2016 im Internet Archive] von Veit Scherzer. In: Militaria. Heft 2, März–April 2002, S. 22–28).
Band 5: Nachtrag Anhalt – Deutsches Reich, Register. 2004.
- Bänderkatalog. Battenberg, Regenstauf 2008, ISBN 978-3-86646-031-7.
- Bibliographie zur deutschen Phaleristik. Übersicht über das gesamte Schrifttum zu deutschen Orden und Ehrenzeichen bis 31.12.2007. Battenberg, Regenstauf 2010, ISBN 978-3-86646-060-7.
- Abzeichen und Auszeichnungen deutscher Kriegervereine 1800–1943. Battenberg, Regenstauf 2014, ISBN 978-3-86646-093-5.
- Zaharoff – Das Chamäleon. Tatsachenroman. Eigenverlag, München 2019, ISBN 978-3-00-061882-6.

Herausgeberschaften
- Gert Efler: Deutsche Feuerwehr-Ehrenzeichen 1802–jetzt (= Gegenwart und Geschichte des Auszeichnungswesens. Teil 1). Deutsches Ordensmuseum, Lüdenscheid 1988.
- Manfred Schemeit: Ehrenzeichen Deutsches Rotes Kreuz 1866–jetzt (= Gegenwart und Geschichte des Auszeichnungswesens. Teil 4). Deutsches Ordensmuseum, Lüdenscheid 1989.